# ضحايا الاحتجاجات البحرينية 2011
اعتبارا من 15 مارس 2013 أسفرت الاحتجاجات البحرينية عن 122 حالة وفاة. من الصعب تحديد عدد المصابين بسبب سيطرة الحكومة على المستشفيات والعاملين في المجال الطبي. آخر تقدير دقيق للإصابات يعود إلى 16 مارس 2011 وقدر بحوالي 2708 مصاب. خلصت اللجنة البحرينية المستقلة لتقصي الحقائق أن العديد من المعتقلين تعرضوا للتعذيب وغيره من أشكال الإيذاء البدني والنفسي في حين أنه قتل خمسة منهم أثناء احتجازهم. يخلص تقرير لجنة تقصي الحقائق إلى أن الحكومة مسؤولة عن 20 حالة وفاة حتى نوفمبر 2011. يقول نشطاء المعارضة أن العدد الحالي هو 88 بما في ذلك 43 يزعمون أنهم توفوا نتيجة الاستخدام المفرط للغاز المسيل للدموع.

## الإصابات
إجمالي عدد المصابين منذ بداية الاحتجاجات غير معروف وذلك بسبب خوف المحتجين من اعتقالهم أثناء علاجهم في المستشفى. آخر تقدير دقيق لعدد المصابين يعود إلى 16 مارس 2011 حيث بلغ 2708 مصاب. تم علاج 200 مصاب من قبل منظمة أطباء بلا حدود خارج المستشفيات أي ما مجموعه 2908 مصاب. قال مسعف الذي طلب عدم الكشف عن اسمه أنه عالج سرا 50 متظاهر خلال أسبوع من بين المصابين نبيل رجب الناشط البارز في مجال حقوق الإنسان.
زعم وزير الداخلية راشد بن عبد الله آل خليفة أن 395 من رجال الشرطة أصيبوا بجروح وأربعة منهم خطفوا وعذبوا.

## الوفيات

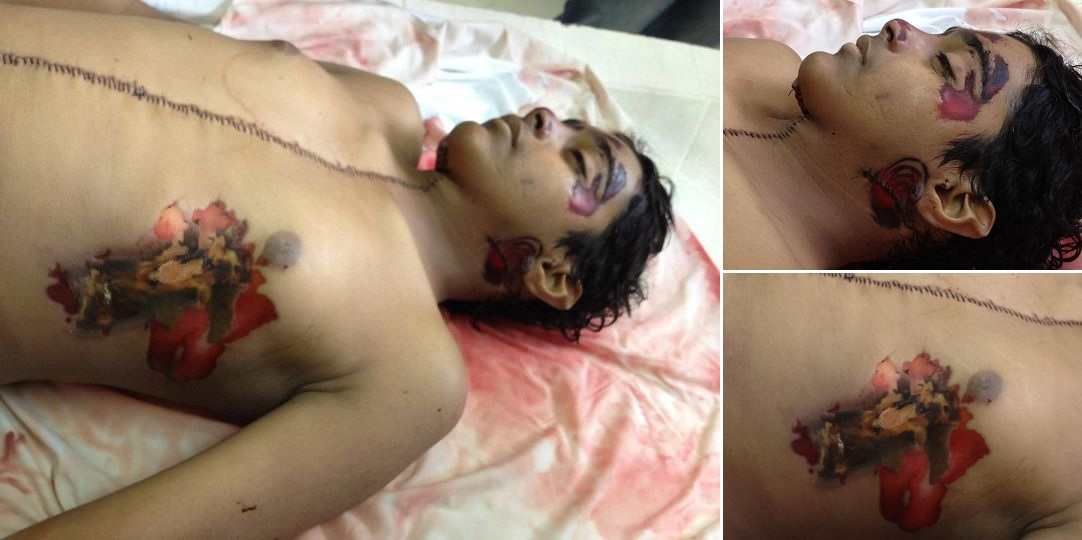
تزعم الحكومة أن الحروق على جسم سيد هاشم تتعارض مع الحروق الناجمة عن قنبلة غاز مسيل للدموع.

وجدت اللجنة البحرينية المستقلة لتقصي الحقائق أن هناك 35 حالة وفاة ما بين 14 فبراير و15 أبريل 2011 ترتبط بالاحتجاجات. وجدت اللجنة أن الحكومة مسؤولة عن 20 من هذه الوفيات والمحتجين مسؤولين عن 3 وفيات والغوغاء مسئولين عن حالتي وفاة. لم تستطع اللجنة تحديد المسئول عن وفاة 10 أشخاص. بالإضافة إلى ذلك وجدت اللجنة أن هناك حالة 11 وفاة يحتمل أن تكون مرتبطة بالاحتجاجات ما بين 16 أبريل و6 أكتوبر 2011. ما بين 7 أكتوبر 2011 و18 أغسطس 2012 أفاد مركز البحرين لحقوق الإنسان حدثت 35 حالة وفاة مرتبطة الاحتجاجات أي ما مجموعه 81 حالة وفاة. في 23 أبريل ذكرت قناة الجزيرة أن أكثر من 80 شخصا لقوا حتفهم منذ بدء الاحتجاجات. أفاد المركز أن اللجنة لم تذكر 102 حالة وفاة حتى 3 نوفمبر 2012.
ذكرت جريدة غلف ديلي نيوز أن المحتجين المناهضين للحكومة هاجموا وقتلوا سائق سيارة أجرة مسن في 13 مارس. ذكرت الصحف المحلية الأخرى أنه تعرض للضرب حتى الموت من قبل الإرهابيين. نقلت صحيفة الوسط المعارضة عن شهود عيان أن سائق سيارة أجرة توفي في حادث سير. اللجنة البحرينية المستقلة لتقصي الحقائق لم تبلغ عن أي حالة وفاة من هذا القبيل متصلة بالاحتجاجات. بالإضافة إلى ذلك ذكر تقرير صادر عن وكالة أسوشيتد برس نقلا عن مسؤول أمني لم تذكر اسمه في المملكة العربية السعودية أن جندي سعودي قتل برصاص المتظاهرين في البحرين يوم 15 مارس. نفى التلفزيون الحكومي هذا التقرير واللجنة لم تقدم تقريرا عن هذه الوفاة.

### قتلى بارزون
- علي عبد الهادي مشيمع.
- وفاة فاضل المتروك.
- الخميس الدامي في البحرين.
- وفاة عبد الرضا بوحميد.
- زكريا العشيري.
- علي جواد الشيخ.
- وفاة أحمد جابر القطان.
- محمد مشيمع.

### التفاصيل
| الاسم                     | العمر                         | تاريخ الوفاة   | سبب الوفاة |
| ------------------------- | ----------------------------- | -------------- | --- |
| علي عبد الهادي مشيمع      | 21                            | 14 فبراير 2011 | أصيب من الخلف من قبل الشرطة من مسافة قريبة. |
| فاضل المتروك              | 31                            | 15 فبراير 2011 | أصيب من الخلف من قبل الشرطة من مسافة قريبة. |
| محمود أبوتاكي             | 22                            | 17 فبراير 2011 | أصيب من الخلف من قبل الشرطة من مسافة قريبة. |
| علي خضير                  | 53                            | 17 فبراير 2011 | أصيب من الخلف من قبل الشرطة من مسافة قريبة. |
| عيسى عبد الحسن            | 60                            | 17 فبراير 2011 | أصيب في الرأس من قبل الشرطة على بعد عدة سنتيمترات. |
| علي مؤمن                  | 22                            | 17 فبراير 2011 | أصيب في الفخذ من قبل الشرطة من مسافة قريبة. |
| عبد الرضا بوحميد          | 28                            | 21 فبراير 2011 | أصيب اثنين على الأقل بأعيرة نارية في الرأس عندما فتح أفراد قوة دفاع البحرين النار على المشيعين ببنادق إم 16 ودلمون وإم2 براونينغ من على المركبات المدرعة في 18 فبراير 2011. نفت قوة دفاع البحرين إطلاق النار المميت على أساس تقرير خبير الذخائر الذي استنتج أن إطلاق النار حدث من مكان عال. The Bahrain Defence Force denies firing the lethal shot, on the basis of an ordnance expert's report that concluded the shot was fired from a high elevation. |
| فدك مشيمع                 | (توفيت على الفور بعد أن ولدت) | 27 فبراير 2011 | قالت حركة العدالة والتنمية أنها ولدت ميتة بعد حزن والدتها على وفاة علي مشيمع. |
| عبد الملك غلام            | 34                            | 13 مارس 2011   | كدمة شديدة في الصدر مما أدى إلى فشل القلب بشكل حاد نتيجة هجوم من قبل مجموعة من الغوغاء. |
| علي الدمستاني             | 17                            | 13 مارس 2011   | صدمته سيارة يقودها مجهولين بالقرب من دوار اللؤلؤة. |
| راشد المعمري              | 80                            | 13 مارس 2011   | أعلنت الحكومة أنه تعرض للطعن والضرب على أيدي الخارجين عن القانون. قالت صحيفة الوسط عن شهد عيان بأنه توفي في حادث سيارة. A video uploaded on 13 March supports the account published by Al Wasat. Pictures showing Al-Moa'ammary dead in his car were released into Flickr. |
| أحمد فرحان                | 30                            | 15 مارس 2011   | أصيب في الرأس من قبل الشرطة من مسافة قريبة. Ahmed's head after being shot (caution, shocking content) على يوتيوب |
| محمد إخلاص                | 50                            | 15 مارس 2011   | مات بسبب الهجوم عليه مما أدى إلى نزيف داخلي عندما كان في سترة. ذكر تقرير حكومي عن شهود عيان أنه تم دهسه من قبل سيارة بدون لوحات معدنية يقودها متظاهرين. ادعى شاهد آخر قدم شهادته لللجنة البحرينية المستقلة لتقصي الحقائق أنه صدمته سيارة بدون لوحات معدنية يقودها مجهولين أحدهم كان مرتبطا مع القوات الحكومية. دفن في 23 مارس في غولابغانج، سيلهيت، بنغلاديش. |
| أحمد المريسي              | 30                            | 15 مارس 2011   | ووفقا لمعلومات وردت لجنة تقصي الحقائق فقد صدمته سيارة يقودها المتظاهرين في سترة. |
| جعفر محمد                 | 40                            | 16 مارس 2011   | أصيب في الصدر من قبل الشرطة. |
| أحمد العرنوط              | 22                            | 16 مارس 2011   | أصيب ثلاث مرات من الخلف من مسافة قريبة. |
| جعفر معيوف                | 32                            | 16 مارس 2011   | أصيب في الظهر والصدر من مسافة قريبة من قبل قوات الأمن. |
| ستيفن أبراهام             | 48                            | 16 مارس 2011   | أصيب بعيار ناري في الجانب الأيمن من صدره من قبل أفراد قوة دفاع البحرين. |
| كاشف أحمد                 | 20                            | 16 مارس 2011   | أصيب في الرأس والصدر وأضرار لحقت الأعضاء الداخلية ونزيف داخلي بعدما صدمته سيارة يقودها متظاهرين بالقرب من دوار اللؤلؤة. |
| محمد فاروق                | -                             | 16 مارس 2011   | إصابة شديدة في الرأس وصدمة نقص حجم الدم. ضرب من قبل سيارة يقودها متظاهرين بالقرب من دوار اللؤلؤة. |
| رياض أحمد                 | 43                            | 18 مارس 2011   | سحق حتى الموت تحت الاسمنت أثناء تشغيل رافعة لتدمير دوار اللؤلؤة. This death was not included in BICI report. |
| عيسى الراضي               | 45                            | 19 مارس 2011   | وفقا للحكومة فقد كان سبب الوفاة كسور في الجمجمة ونزيف داخلي ناجم عن صدمة بالرأس أثناء احتجازه لدى الشرطة. يقول شاهد عيان أنه رأى عيسى يتعرض للضرب من قبل 15 ضابط شرطة لحوالي 20 دقيقة. |
| هاني عبد العزيز           | 32                            | 19 مارس 2011   | ثلاثة أو أكثر من الشرطة أطلقوا الأعيرة النارية على ساقه اليمنى واليسرى والذراع الأيسر. هرب إلى مبنى قيد الإنشاء حيث تعرض للضرب المبرح وترك ليموت في بركة من دمه. تفيد اللجنة البحرينية المستقلة لتقصي الحقائق أن الإصابات حدثت نتيجة هروبه من الشرطة. تحقيق هيومن رايتس ووتش في المكان الذي وجد فيه هاني نتج عنه العثور على أجزاء من الرضفة التي تثبت أنه قتل بالرصاص من مسافة قريبة. أيضا وجدوا الأنسجة في السقف والجدار فضلا عن الأسنان. نقلت هيومن رايتس ووتش عن شهود عيان قولهم أن هاني قتل بالرصاص من مسافة قريبة من بندقية. |
| فريد مقبول                |                               | 19 مارس 2011   | إصابات متعددة في الرأس والوجه. يقول شاهد عيان أن فريد هوجم من قبل مجهولين يحملون ألواح خشبية وأدوات حادة ودهس بالسيارة أثناء محاولة الهرب. |
| جواد الشملان              | 48                            | 20 مارس 2011   | كان سبب الوفاة إطلاق رصاصة من بندقية إم2 براونينغ من قبل قوة دفاع البحرين. ذكرت قوة دفاع البحرين أن سيارة جواد وسيارة أخرى كانت تقترب من نقطة تفتيش أمنية عندما طلب منهم بالعودة. السيارة الأخرى امتثلت ولكن سيارة جواد بدلا من الامتثال للأوامر زادت من سرعتها واصطدمت بالحاجز أمام نقطة التفتيش. بعد الاصطدام واصلت سيارة جواد الاقتراب من نقطة التفتيش وعند هذه النقطة أطلقت قوة دفاع البحرين طلقة تحذيرية وأطلقوا النار على الإطارات ثم على جسم السيارة حيث أصيب جواد في الركبة اليسرى والبطن. قالت عائلة جواد أنهم اتصلوا بمركز الشرطة حيث كان يعمل بعدما لم يرد جواد على الاتصالات الهاتفية على هاتفه المحمول. زعمت الشرطة أولا أنها لا تعرف مكان وجود ثم ذكرت أن جواد في مهمة خاصة ولا يمكنه التحدث على الهاتف وذكرت أخيرا أن جواد دخل في مشاجرة مع الجيش واعتقلوه حتى صباح اليوم. أخبر شخص ما العائلة بأن جواد قتل. لم تستطع عائلة جواد استرداد سيارته أو هاتفه المحمول. أوضح فيديو أن جواد أصيب في الجزء الأمامي من ركبته اليسرى وأسفل البطن على الجانب الأيسر فضلا عن إصابات في الظهر. قال تقرير حكومي أنه لا يوجد أي دليل على وجود جريمة في وفاته. |
| عبد الرسول حجير           | 37                            | 20 مارس 2011   | إصابات في الصدر والمعدة والظهر والأطراف مما أدى إلى نزيف وكدمات. عثر على جثته في عوالي. |
| بهية العرادي              | 51                            | 21 مارس 2011   | كان سبب الوفاة إصابة نارية من قوة دفاع البحرين في الرأس. يقول التقرير الطبي أنها تعرضت لإطلاق النار على الجزء الخلفي من رأسها وتسديدة لكتفها الأيسر. يقول شهود عيان أن سيارة بهية تعرضت لإطلاق الرصاص من الأمام وبعد ذلك ضربت بقذيفة قناص. قام هاوي تصوير فيديو بتصوير سيارة بهية صور في صباح اليوم التالي لاطلاق النار وتبين وجود ثقب لرصاصة في الزجاج الأمامي وثقب رصاصة في النافذة الخلفية. تدعي قوة دفاع البحرين أن بهية أصيبت في مؤخرة رأسها بشظية عيار ناري من النوع .50 التي انشقت حيث بلغت سطح صلب بعد أن أطلقت عليها من سيارات الدفع الرباعي التي تحتوي على اثنين من الغربيين في حالة سكر فشلوا في التوقف عند نقطة تفتيش عسكرية. عربتين مدرعتين مزودتان برشاشات براوننج .50 عند نقطة التفتيش حيث قتلت بهية. قال تقرير حكومي أن موظفي قوة دفاع البحرين تصرفوا وفقا لقواعد الاشتباك ولا يوجد هناك أي دليل على وجود جريمة في وفاتها. |
| عزيز عياد                 | 37                            | 24 مارس 2011   | كان سبب الوفاة نوبة قلبية. ذكرت تقارير عن أسرته بأن هناك علامات على صدمات كهربائية على جسمه وعلامات على يديه وصدره وثقب في معدته. قال تقرير حكومي بعد فحص جثته أنه لم يتعرض لأي إصابات ولا يوجد أي دليل على وجود جريمة في وفاته. |
| عيسى محمد                 | 71                            | 25 مارس 2011   | وفقا لتقرير اللجنة البحرينية المستقلة لتقصي الحقائق لم يجر تشريح للجثة لم يسجل سبب الوفاة والحكومة لم تجر أي تحقيق في وفاته. أصدرت وزارة الداخلية بيان أنه توفي لأسباب طبيعية. ذكرت جريدة الوسط أنه اختنق عندما دخل الغاز المسيل للدموع الذي أطلقته القوات الحكومية منزله. ذكر تقرير حكومي أن سبب الوفاة نتيجة المضاعفات الناجمة عن سرطان الرئة ولم يظهر فحص الدم أي دليل على أن المتوفى قد استنشق الغاز المسيل للدموع. |
| حوراء محمد                | (توفيت على الفور بعد أن ولدت) | 29 مارس 2011   | ذكرت حركة العدالة والتنمية بأنها ولدت ميتة بسبب الغازات السامة التي أطلقتها شرطة مكافحة الشغب حيث اختنقت أثناء حمل والدتها. |
| سيد أحمد شمس              | 14                            | 30 مارس 2011   | لم يجر أي تشريح للجثة ولم يتم تسجيل أي سبب للوفاة ولم تجري الحكومة تحقيق فعال في وفاته. يزعم الأقارب أنه أصيب في الرأس مع باسطوانة الغاز المسيل للدموع الذي أطلقته الشرطة. ذكر والده أن الطبيب شخص سبب الوفاة بكسر في الرقبة. |
| حسن جاسم                  | 39                            | 3 أبريل 2011   | يعزى سبب الوفاة إلى سكتة قلبية ناجمة عن فقر الدم المنجلي. فحصت منظمة العفو الدولية منظمة أطباء بلا حدود الجسد وذكرت وجود جروح بواسطة أدوات حادة لحقت به مما يشير إلى أنه تعرض للتعذيب أثناء اعتقاله. أهملت حالته الطبية بينما كان في عهدة الحكومة. نسبت لجنة تقصي الحقائق وفاته للتعذيب. |
| خديجة ميرزا               | N/A                           | 5 أبريل 2011   | كان سبب الوفاة التهاب رئوي. تقول عائلتها أنهم أخذوها إلى المستشفى بعد استنشاقها كمية كبيرة من الغاز المسيل للدموع الذي أطلقته الشرطة يوم 15 مارس وطلب منهم العودة في اليوم التالي. لم يتمكنوا من الوصول إلى المستشفى حتى 20 مارس وعندها عولجت لمدة 5 أيام. حالتها ساءت تدريجيا حتى ماتت. |
| سيد حميد المحفوظ          | 61                            | 6 أبريل 2011   | كان سبب الوفاة فشل في الجهاز التنفسي والدورة الدموية. ذكرت أسرته بأنهم وجدوا جثته في كيس من البلاستيك الأسود مع وجود علامات على الاعتداء الجسدي والاختناق. ذكروا أيضا أن الشرطة رفضت فحص الجثة لبعض الوقت. بينما كانوا يبحثون عنه وجدت أسرته سيارته في مركز الشرطة وحاولوا الاقتراب من السيارة ولكن الشرطة منعتهم. وجدت الأسرة في وقت لاحق سيارته في موقف للسيارات في مقهى قريب. قال تقرير حكومي أنه مات نتيجة لأسباب طبيعية. |
| زكريا العشيري             | 40                            | 9 أبريل 2011   | رسميا سبب الوفاة هو قصور في عمل القلب واسع النطاق وسكتة قلبية ناجمة عن مضاعفات مرض فقر الدم المنجلي بينما كان في عهدة وزارة الداخلية. ذكرت عائلته أنه لم تكن تعرف سابقا إصابته بهذا المرض على الرغم من كونه ناقلا للمرض. على الرغم من أن وزارة الداخلية أبلغت الأسرة أنه توفي نتيجة مرض فقر الدم المنجلي وهو نائم بينما ذكر زميل له في الزنزانة معصوب العينين أنه سمع حراس السجن يدخلون زنزانتهم وضربوا زكريا حتى الموت عندما رفض أن يهدأ. نسبت لجنة تقصي الحقائق وفاته للتعذيب. |
| علي عيسى                  | 31                            | 9 أبريل 2011   | كان سبب الوفاة صدمة نقص حجم الدم بسبب كدمات متعددة لحقت به خلال التعذيب في عهدة وزارة الداخلية. غطت جسده كدمات حمراء لا سيما على ظهر اليدين وحول العين اليمنى. ادعت وزارة الداخلية أنه توفي متأثرا بجروح عند مقاومته قوات الأمن. القيادي المدافع عن حقوق الإنسان نبيل رجب أبلغ عنه لدى المدعي العام العسكري من قبل وزارة الداخلية بأنه قام بنشر صور متلاعب فيها لعلي في حسيابه على تويتر. تم تأكيد بأن هذه الصور حقيقية من جانب محقق هيومن رايتس ووتش الذين رأوا الجسد. نسبت لجنة تقصي الحقائق وفاته للتعذيب. |
| كريم فخراوي               | 49                            | 11 أبريل 2011  | كان سبب الوفاة إصابات لحقت به خلال تعذيبه في الحجز. على الرغم من مزاعم الحكومة بأن وفاة فخراوي وقعت خلال مشاجرة مع اثنين من ضباط جهاز الأمن الوطني ونتيجة الفشل الكلوي إلا أن شهود عيان سمعوا صراخه حين تلقى الضرب ثم فجأة توقف الصراخ وبعد ذلك قال شخص لآخر أنت قتلته." |
| عزيزة حسن                 | 25                            | 16 أبريل 2011  | كان سبب الوفاة سكتة قلبية وتوقف التنفس. يزعم أن جسدها تحول إلى اللون الأصفر وماتت نتيجة الضغط الشديد بعدما حطمت الشرطة باب منزلها وخنقوا شقيقها وضربوا وركلوا ابن الجيران. جاء في التقرير الطبي أنها تعاني من مرض سكري النمط الأول مما يجعلها عرضة للإجهاد النفسي. قال تقرير حكومي أنه لا يوجد أي دليل على وجود جريمة في وفاتها. |
| محمد عبد الحسين           | 6                             | 30 أبريل 2011  | توفي نتيجة الاختناق بعد استنشاق الغاز المسيل للدموع الذي أطلقته الشرطة خارج منزله وذكر تقرير حكومي أن سبب وفاته راجعة للاحتشاء الدماغي واحتمال الذئبة وانهيار عصبي عام والتهاب الكلى ولا يوجد أي دليل على وجود جريمة في وفاته. |
| زينب علي                  | 69                            | 2 يونيو 2011   | كان سبب الوفاة هبوط حاد في الدورة الدموية والتنفس. عانت من الربو. يزعم أنها استنشقت الغاز المسيل للدموع الذي أطلقته الشرطة وسقطت على الارض. أخذتها سيارة إسعاف إلى المستشفى زعم أنها تعرضت للتأخير في العديد من نقاط التفتيش بما في ذلك نقطتي تفتيش حيث تم استجواب طبيب الذي قدم المساعدة في التنفس لزينب. نفت السلطات أنها توفيت نتيجة استنشاق الغاز المسيل للدموع مدعية أنها توفيت من مرض مزمن في القلب وأن عائلتها قالت أنها توفيت لأسباب طبيعية. قال تقرير حكومي أنها توفيت في الطريق إلى المستشفى وأن العائلة رفضت تشريح الجثة ولا يوجد هناك أي دليل على وجود جريمة في وفاتها. |
| سلمان أبوإدريس            | 63                            | 3 يونيو 2011   | كان سبب الوفاة أزمة قلبية سببها ارتفاع ضغط الدم. كان يعاني من مرض السكري. زعم أنه تعرض للضرب واختطف من قبل الشرطة بعد أن شاهدوا صورة لحسن نصر الله على مرآته في 13 مارس. تبين لاحقا أن سلمان كان في المستشفى. عندما لم تتم معالجة جروحه حاولت أسرته إخراجه لكنه المستشفى رفض. بعد مرور بعض الوقت أبلغت العائلة أنه سيخضع لعملية جراحية وبعد ذلك تم نقله إلى العناية المركزة حيث توفي. |
| جابر إبراهيم              | 41                            | 12 يونيو 2011  | كان سبب الوفاة إصابات لحقت بهه أثناء وجوده في عهدة وزارة الداخلية. بعد 20 يوما من اعتقاله سمح لأسرته بزيارة التي ذكرت أنها شاهدت الكدمات على وجهه ورأسه واليد اليسرى التي لم يتمكن من تحريكها. أطلق سراحه من السجن في 9 يونيو وتركت خارج مدخل المستشفى. توفي بعد ثلاثة أيام بسبب آلام في المعدة. قال تقرير حكومي أنه لا يوجد شبهة أو مؤشر على وجود الفعل الإجرامي في وفاته وذكر كذلك أن اختبار عينة من بوله بينت تعاطيه المورفين والحشيش. |
| حسن الستري                | 70                            | 19 يونيو 2011  | طعن على رأسه بآلة حادة من قبل مجهولين أثناء عودته إلى منزله قادما من المسجد بعد صلاة الفجر. في 28 ديسمبر حكمت المحكمة الجنائية بالسجن 7 سنوات على جاني لم تسمه بعد إدانته بالقتل غير المتعمد. |
| سيد عدنان الموسوي         | 44                            | 23 يونيو 2011  | توفي اختناقا بعد استنشاق الغاز المسيل للدموع الذي أطلقته الشرطة في أثناء طقوس دينية في الدراز. ذكر تقرير حكومي أنه كان يعاني من الإيدز والتهاب الكبد الوبائي سي واضطراب نفسي غير محدد. أشار التقرير إلى أن سبب الوفاة هو عدوى ولا يوجد دليل على وجود جريمة. |
| مجيد أحمد                 | 30                            | 30 يونيو 2011  | كان سبب الوفاة إصابة من بندقية لحقت به في 14 مارس 2011 إلى الجانب الأيمن من رأسه. تم نقله إلى المستشفى العسكري في 7 أبريل حيث خضع لعملية جراحية في 29 يونيو وتوفي في صباح اليوم التالي. |
| زينب حسن                  | 38                            | 15 يوليو 2011  | في حين لم يذكر في شهادة وفاتها سبب الوفاة فإن الوثائق الطبية تذكر أنها توفيت نتيجة انقباض القلب. يزعم أنها توفيت اختناقا بعد استنشاق الغاز المسيل للدموع ألقيت من قبل الشرطة خارج منزلها. دخل الغاز المسيل للدموع غرفتها من خلال فتحة تكييف الهواء. لم تكن تستطيع الخروج من غرفتها بسبب معاناتها من الشلل النصفي ولكن قريب لها حملها إلى الخارج. تقرير حكومي ذكر أنها توفيت لأسباب طبيعية وأن دمها أظهر نتيجة سلبية عن وجود الغاز المسيل للدموع. |
| عيسى الطويل               | 50                            | 31 يوليو 2011  | توفي اختناقا بعد استنشاق الغاز المسيل للدموع الذي أطلقته الشرطة. ذكر تقرير حكومي أنه مات نتيجة التسمم البكتيري وتفاقم مرض السكري والقلب وارتفاع ضغط الدم والكوليسترول. |
| علي الشيخ                 | 14                            | 31 أغسطس 2011  | كان سبب الوفاة كسر العمود الفقري والنزيف الداخلي والكدمات. أفاد شهود العيان أنهم سمعوا طلقات مباشرة بعد رؤية شرطي يحمل بندقية الغاز المسيل للدموع يقف خارج النافذة العلوي من سيارة الشرطة التي كانت تطارد المتظاهرين. شرحت وزارة الداخلية الجثة بإشراف من اللجنة البحرينية المستقلة لتقصي الحقائق. كل من الوزارة واللجنة نشرت تقرير منفصل. خلص تقرير الوزارة أن إصابات علي تتعارض مع تأثير عبوة غاز مسيل للدموع لأن العلامات على رقبته كانت كبيرة جدا. خلص تقرير اللجنة إلى أن إصابات علي تتسق مع تأثير اسطوانة الغاز المسيل للدموع غير منفجرة أطلقت من مسافة قصيرة. زعم أنه رفض العلاج في المستشفى وتوفي فيما بعد. تزعم الحكومة أنه لم يكن هناك شرطة في المنطقة في ذلك الوقت من إطلاق النار وعرضت 10 آلاف دينار بحريني (حوالي 26500 دولار أمريكي) مكافأة عن كشف أسباب وفاته. لم يتم إحراز أي تقدم في التحقيق. |
| سيد جواد مرهون            | 36                            | 14 سبتمبر 2011 | كان سبب الوفاة متلازمة الصدر الحادة نتيجة مرض فقر الدم المنجلي على الرغم من أن أقاربه يدعون أنه لا يعاني من هذا المرض. تذكر شهادة الوفاة أنه عانى من ذات الرئة. ذكر أقاربه أنه بدأ يعاني من مشاكل في التنفس وكذلك آلام في الرأس والصدر بعدما دخل الغاز المسيل للدموع غرفته في 10 سبتمبر. بعد ثلاث أيام استدعت عائلته سيارة إسعاف بعدما كان يعاني من آلام وكان غير قادر على التنفس. قال تقرير حكومي أنه لم يكن هناك أي دليل على وجود جريمة في وفاته. |
| جعفر حسن                  | 29                            | 18 سبتمبر 2011 | لم يتم إجراء أي تشريح للجثة ولم يتم تسجيل أي سبب للوفاة. يقول شهود عيان أن الشرطة قامت بالاعتداء عليه في مناسبتين في شهر مارس مما تسبب بكدمات شديدة في جسده. أدخل إلى المستشفى لمدة ثلاثة أيام وبعد ذلك ذهب لتلقي العلاج في الأردن حيث تم تشخيص حالته بأنه مصاب بالتهاب الكبد وانثقاب الأمعاء. عاد إلى مستشفى في البحرين حيث توفي في نهاية المطاف. وقدم تقرير حكومي أن سبب الوفاة التهاب السحايا بالمستخفيات والإيدز والتهاب الكبد وأنه لا يوجد دليل على جريمة في وفاته. |
| جعفر لطف الله             | 74                            | 30 سبتمبر 2011 | تقول عائلته أنه توفي في المستشفى بعد الاختناق من الغاز المسيل للدموع الذي أطلقته الشرطة في 18 سبتمبر. تقول الأسرة أن الطبيب قرر ابقاءه في المستشفى نظرا للكمية الكبيرة من الغاز المسيل للدموع الذي استنشقه. وفقا لمركز البحرين لحقوق الإنسان قال أنه كان يعاني من الشلل النصفي. ذكر تقرير حكومي أن سبب الوفاة هو ذات الرئة ومرض القلب التاجي والفشل الكلوي المزمن وأنه لا يوجد دليل على وجود جريمة في وفاته. |
| أحمد القطان               | 16                            | 6 أكتوبر 2011  | كان سبب الوفاة إصابات في الصدر. أفاد شهود العيان أن الشرطة أطلقت النار عليه. أصدرت الحكومة أول بيان قالت فيه أنه قتل على يد الشرطة. نفت الحكومة فيما بعد بيانها الأول وأصدرت بيان ثاني تدعي فيه أنه قتل عن طريق بندقية. ادعت الحكومة بعدها أن البندقية المستخدمة في القتل لم تكن نفس النوع الذي تستخدمه الشرطة. |
| رياض حسن                  | 50                            | 29 أكتوبر 2011 | توفي في إيران بسبب إصابات لحقت به. السبب الرسمي للوفاة هو فشل القلب. خسر عينه بسبب رصاصة مطاطية أطلقتها قوات الأمن البحرينية وسافر إلى إيران لتلقي العلاج. وفقا لناشط أصيب رياض وخضع لعدد من العمليات الجراحية في إيران. |
| علي الديهي                | 70                            | 3 نوفمبر 2011  | عانى من سكتة قلبية في هذا اليوم بعد أن تعرض لهجوم في المساء من قبل الشرطة. |
| علي بداح                  | 16                            | 19 نوفمبر 2011 | توفي عندما اصطدمت به سيارة شرطة مسرعة في جدار في الجفير. تزعم الحكومة أن الشرطي فقد السيطرة على سيارته بعد سكب نفط في شارع ضيق. |
| عبد النبي كاظم            | 44                            | 23 نوفمبر 2011 | يدعي مركز البحرين لحقوق الإنسان أنه توفي بعدما اصطدمت سيارته بسيارة دفع رباعي مسرعة للشرطة ثم اصطدم بجدار. |
| زهرة صالح                 | 27                            | 7 ديسمبر 2011  | توفيت بعدما دخل قضيب معدني في رأسها. تزعم الحكومة أن المتظاهرين ألقوا القضيب عليها عندما ذهبت إلى قوان الأمن لحمايتها. ادعى المتظاهرون أن الشرطة هي من ألقت قضيب الحديد. حاول وفد من جمعية الوفاق الوطني الإسلامية الشيعية المعارضة زيارتها في المستشفى ولكن رفضت وزارة الداخلية. |
| ساجدة فيصل                | 5 أيام                        | 11 ديسمبر 2011 | وفقا لوالديها فقد توفيت بعد اختناقها بالغاز المسيل للدموع. ادعت وزارة الصحة أنها توفيت بسبب عدوى بكتيرية. |
| علي القصاب                | 21                            | 15 ديسمبر 2011 | زعم أنه صدم من قبل سيارة مدنية أثناء مطاردة الشرطة له. |
| عبد علي علي               | 73                            | 17 ديسمبر 2011 | توفي بزعم استنشاق الغاز المسيل للدموع. ذكرت وزارة الداخلية أن وفاته لأسباب طبيعية. |
| سيد هاشم المؤمن           | 15                            | 31 ديسمبر 2011 | ذكر التقرير الطبي أن سبب الوفاة هو نزيف نتيجة لاصابة في العنق وأشار إلى حروق على من صدره وذراعه اليسرى أسفل اليسار. يزعم أن الشرطة أطلقت قنبلتي الغاز المسيل للدموع في صدره وعنقه من مسافة قريبة. أصدرت الحكومة بيانا أعلنت فيه أن الحروق على الجسم كانت تتعارض مع الحروق الناجمة عن قنبلة غاز مسيل للدموع. قال البيان أيضا أن التحقيقات الأولية أظهرت أنه شارك في الهجمات على قوات الأمن بقنابل المولوتوف. |
| فخرية السكران             | 55                            | 3 يناير 2012   | توفيت بزعم استنشاق الغاز المسيل للدموع في 1 يناير. ذكرت أسرتها أنها كانت في حالة صحية جيدة قبل استنشاق الغاز. |
| يوسف الموالي              | 24                            | 11 يناير 2012  | ذهب يوسف في عداد المفقودين في 9 يناير. عندما تقدمت أسرته بالإلاغ عن فقدانه في 11 يناير قيل لهم من قبل ضابط الشرطة أن يوسف كان في المديرية العامة للمباحث الجنائية والأدلة الجنائية في العدلية. نفت وزارة الداخلية وجود الموالي في عهدتهم. زعموا أنه قد غرق وأنه تم العثور على جثته بعد غسلها على شاطيء جزر أمواج في 13 يناير. أشارت شهادة الوفاة أن الوفاة قد وقعت قبل حوالي يومين. شرعت وزارة الداخلية لإجراء تشريح للجثة من دون الحصول على موافقة الأسرة الذين لم يسمح لهم برؤية الجسم حتى صباح اليوم التالي. قالت عائلته أن هناك علامات واضحة على التعذيب مثل الحرق بالسجائر وكدمات على جسده وخاصة الرأس والعنق والذراع. على الرغم من مطالبة الأسرة بأن الموالي تعرض للتعذيب حتى الموت أصرت وزارة الداخلية أن سبب الوفاة كان الغرق. دعت جمعية الوفاق لإجراء تحقيق دولي مستقل في القضية زاعمة أن فقدت الثقة في نزاهة القضاء وقوات الأمن البحرينية. سلمت الجثة لأسرته في 21 يناير بعد 10 أيام من وفاته. أقيم مجلس العزاء في المحرق في نفس اليوم. |
| بدرية علي                 | 59                            | 14 يناير 2012  | ادعى مركز البحرين لحقوق الإنسان أنها ضحت بنفسها باحراق نفسها بعد أن عانت من اكتئاب شديد لعدة أشهر بعد أن تم القبض على ابنها وتعرض للضرب من قبل قوات الأمن أمام عينيها. |
| سلمى محسن                 | 21                            | 15 يناير 2012  | ادعى مركز البحرين لحقوق الإنسان أنها توفيت نتيجة الاختناق من الغاز المسيل للدموع عندما أطلقت قوات الأمن قنبلة في منزلها. |
| ياسين العصفور             | 11 أو 14                      | 20 يناير 2012  | ادعى مركز البحرين لحقوق الإنسان أنه توفي بعد دخوله المستشفى بثلاثة أسابيع قبل وفاته نتيجة لاستنشاق الغاز المسيل للدموع. ادعت هيئة شؤون الإعلام أن ياسين مات نتيجة مرض وراثي. |
| محمد الخنيزي              | 24 أو 25                      | 20 يناير 2012  | ائتلاف شباب ثورة 14 فبراير ومجموعات حقوقية أخرى ادعوا أنه توفي نتيجة استنشاق الغاز المسيل للدموع. ومع ذلك فإن هيئة شؤون الإعلام قال أن محمد مات نتيجة جرعة زائدة من المخدرات. |
| سعيد السكري               | 65                            | 25 يناير 2012  | قالت عائلته انه توفي بسبب الغاز المسيل للدموع المفرط الذي ألقي في المنطقة في الليلة السابقة. ذكرت منظمة أطباء من أجل حقوق الإنسان انه توفي نتيجة لاستنشاق الغاز المسيل للدموع. قالت هيئة شؤون الإعلام السكري سقط في الحمام في 25 يناير وتوفي في المستشفى. أمرت بإجراء فحص للدم ولكن لم تنشر النتيجة حتى 2 فبراير 2012. |
| عباس الشيخ                | 25                            | 25 يناير 2012  | قالت هيئة شؤون الإعلام أن عباس يعاني من مرض السرطان منذ العام الماضي وتوفي في المستشفى في 25 يناير بعد خضوعه لعملية جراحية. ومع ذلك قال مركز البحرين لحقوق الإنسان أن الشيخ كان متظاهرا وأصيب عدة مرات وتعرضه لاستنشاق الغاز المسيل للدموع عجلت بإصابته بمرض السرطان. طالبوا بفحص شرعي مستقل للمتوفى. ذكرت قناة الجزيرة أن دراسات عن الآثار المسببة للسرطان من الغاز المسيل للدموع كانت غير حاسمة. قائد ميداني في ائتلاف شباب 14 فبراير ألقى اللوم في وفاته بالجروح التي لحقت به. |
| منتظر سعيد                | 37                            | 25 يناير 2012  | قال الإدارة العامة للمرور أن منتظر توفي في المستشفى بعد اصابته بجروح نتيجة لحادث سيارة مع قوات الأمن. زعموا أنهم وجدوا نسبة عالية من الكحول والعقاقير المخدرة في دمه. ومع ذلك قال مركز البحرين لحقوق الإنسان أن منتظر لقى حتفه بسبب التعذيب في مركز شرطة الحورة. نقلا عن شاهد عيان قال انه تعرض للضرب في وقت القبض عليهم بعد الحادث. أشاروا أيضا إلى صورة تبدو فيها علامات حذاء على رأس الضحية. |
| محمد إبراهيم              | 17 أو 19                      | 26 يناير 2012  | أعلنت وزارة الداخلية أن محمد كان غير مصاب وأن وفاته كانت متعلقة له بمرض فقر الدم المنجلي. قال العضو النيابي السابق عن جمعية الوفاق ان شهود عيان رأوا تعذيب الشرطة لمحمد خارج مركز الشرطة. طلبت النيابة العامة بفحص شرعي مستقل للجثة. |
| زهراء الحواج              | 69                            | 1 فبراير 2012  | قالت عائلتها أنها استنشقت الغاز المسيل للدموع في مناسبات عديدة وتدهورت صحتها فورا بعد التعرض للغاز المسيل للدموع في 12 يناير. على الرغم من أن مركز البحرين لحقوق الإنسان ذكر أنها لم تكن تعاني من أمراض في الماضي وتم تشخيص إصابتها بالتهاب الرئة بعد دخولها المستشفى وتوفيت في 1 فبراير. ذكر المركز أنها توفيت بسبب استنشاق الغاز المسيل للدموع. |
| عبد علي المعاميري         | 58                            | 1 فبراير 2012  | ذكرت مركز البحرين لحقوق الإنسان أن عائلته قالت انه توفي نتيجة لاستنشاق الغاز المسيل للدموع. |
| علي الحايكي               | 48                            | 6 فبراير 2012  | ذكر مركز البحرين لحقوق الإنسان أن عائلته قالت انه توفي بسبب استنشاق الغاز المسيل للدموع في 1 فبراير. |
| فاطمة البصري              | 32                            | 12 فبراير 2012 | جمعية شباب البحرين لحقوق الإنسان ذكرت أنها توفيت نتيجة مضاعفات في الرئة بسبب استنشاق الغاز المسيل للدموع. |
| حسين البقالي              | 19                            | 17 فبراير 2012 | ادعت رويترز أنه مات من حروق لحقت به في يناير عندما كان يهم باشعال حريق بإطارات في احتجاج يتزامن مع معرض البحرين الدولي للطيران. قال انه لم يلتمس العناية الطبية في الوقت المناسب وفقا لعائلته بسبب الخوف من الاعتقال. قالت وزارة الداخلية ان والدي حسين وعمته أكدوا أن حسين أحرق نفسه بينما كان يحاول الانتحار كجزء من نزاع عائلي. يذكركذلك أن حسين نفسه اعترف بمحاولة الانتحار وأنه سجل اعترافه على أشرطة الصوت والفيديو. الوزارة لم تفرج عن أي تسجيل للصوت أو الفيديو الذي يحتوي على الاعتراف المزعوم. Claimed footage of the tire-burning incident that led to Hussain Albaqali's death على يوتيوب |
| منصور سلمان               | 85                            | 19 فبراير 2012 | قال مركز البحرين لحقوق الإنسان أن منصور توفي نتيجة تدهور حالته الصحية التي بدأت عندما استنشق الغاز المسيل للدموع الذي أطلقته قوات الأمن في 2 فبراير 2012. |
| روز فارغيزي               | 28                            | 21 فبراير 2012 | في 25 يناير قالت أسرتها انها دخلت في غيبوبة أثناء نوبة الربو الناجم عن استنشاق الغاز المسيل للدموع. توفيت في 21 فبراير قبل يوم واحد من السفر إلى إلى الهند لتلقي العلاج. |
| عبدة حسين                 | العقد الثامن                  | 25 فبراير 2012 | قال جمعية الوفاق أنها توفيت من استنشاق الغاز المسيل للدموع. |
| حبيب الملا                | 60                            | 29 فبراير 2012 | قناة المنار ومركز البحرين لحقوق الإنسان ذكرا أنه مات بسبب استنشاق الغاز المسيل للدموع. |
| سيد جعفر العلوي           | 75                            | 2 مارس 2012    | قال مركز البحرين لحقوق الإنسان أنه توفي نتيجة إصابات من قبل قوات الأمن في الرأس والحوض منذ 15 فبراير 2011. ورد أنه كان في غيبوبة لفترة طويلة وبعد إفاقته عاد للغيبوبة حتى وفاته في 2 مارس 2012. |
| يحيى يوسف                 | 45 يوم                        | 5 مارس 2012    | تقرير مركز البحرين لحقوق الإنسان قال انه توفي بسبب التهاب في البطن والأحماض في الدم. ومع ذلك اتهم والده الغاز المسيل للدموع لوفاة ابنه. قال بأن زوجته استنشقت كميات كبيرة من الغاز المسيل للدموع عندما كانت حاملا وفقدت الوعي من قبل 10 مرات نتيجة لذلك. |
| سكينة مرهون               | 78                            | 6 مارس 2012    | قالت جمعية الوفاق أن سكينة توفيت بعد اختناقها بالغازات المسيلة للدموع. ذكرت أسرتها أنها أدخلت المستشفى في 6 فبراير 2012 نتيجة لاستنشاق الغاز المسيل للدموع وتوفيت في 6 مارس 2012. |
| فاضل العبيدي              | 21 أو 22                      | 10 مارس 2012   | وفقا لمركز البحرين لحقوق الإنسان قتلت الشرطة فاضل باطلاق اسطوانة غاز مسيل للدموع في رأسه خلال مظاهرة سلمية يوم 1 مارس ثم ضرب على إصابته. أعلن عن وفاته سريريا يوم 2 مارس وتوفي في نهاية المطاف في 10 مارس. |
| جعفر جاسم                 | 41                            | 17 مارس 2012   | مركز البحرين لحقوق الإنسان قال بأنه توفى بسبب استنشاق الغاز المسيل للدموع. أصدرت جمعية الوفاق بيان مقتضب بأن جعفر توفي بسبب الاختناق من الغازات السامة كما أكد أفراد عائلته. |
| صبري محفوظ                | 27                            | 18 مارس 2012   | جمعية الوفاق ومركز البحرين لحقوق الإنسان ذكرا أن أسرته اتهمت الغاز المسيل للدموع لوفاته. ذكر المصدران أنه كان ضحية للتعذيب خلال فترة الطوارئ من مارس إلى يونيو 2011 وأصيب في صدره باطلاق الرصاص المطاطي عليه. ذكرت المركز أن سبب وفاته يرجع إلى استنشاق الغاز المسيل للدموع. |
| عبدة علي                  | 59                            | 23 مارس 2012   | قالت عائلتها أنهم يعتقدون أنها توفيت نتيجة الغاز المسيل للدموع. خرجت عبدة مؤخرا من المستشفى حيث تم تشخيص إصابتها بالتهاب الرئة بعد التعرض للغاز المسيل للدموع. يوم 23 مارس فقدت وعيها وسقطت في الحمام بعد استنشاقها الغاز المسيل للدموع المنتشر في جميع أنحاء المكان وتوفي قبل وصول سيارة الإسعاف إلى منزلها. في اليوم التالي قدمت عائلة عبدة شكوى إلى مركز شرطة. |
| أحمد عبد النبي            | 31                            | 24 مارس 2012   | اتهمت عائلته الغاز المسيل للدموع لوفاته. قال ابن عمه كان أحمد كان بحار وجسمه سليم ومع ذلك مرض مع أخته وأصيبوا بالسعال الدموي منذ أطلقت قنبلة غاز في منزلهم في مساء 16 مارس. قدمت عائلته شكوى إلى مركز الشرطة. |
| حسن مجيد                  | 72                            | 28 مارس 2012   | قال مركز البحرين لحقوق الإنسان أنه توفي نتيجة لاستنشاق الغاز المسيل للدموع. |
| أحمد السلمابادي           | 22                            | 31 مارس 2012   | أحمد المواطن المصور كان يحتج في سلماباد عندما تم اطلاق النار عليه وتوفي لاحقا في المستشفى. قال شهود عيان أنه في حوالي الساعة الواحدة والنصف صباحا قتل أحمد ببندقية ليزر من سيارة مدنية ترافق قوات الأمن. قال شاهد أنه كان مستهدف بسبب تصوير الاحتجاجات. اتهمت جمعية الوفاق المسلحين الموالين للنظام عن وفاة أحمد. نفت وزارة الداخلية ان الشرطة أطلقت النار عليه وقالت أن التحقيقات ما زالت جارية. واضاف ان النتائج الأولية للتحقيق لا تمكننا من تحديد المسؤولين عن إطلاق النار. |
| خديجة محمد                | 49                            | 5 أبريل 2012   | مركز البحرين لحقوق الإنسان قال بأنها توفيت بسبب استنشاق الغاز المسيل للدموع. أفاد تقرير حكومي أنها كانت تعاني من مرض السكري وارتفاع ضغط الدم وضعف شديد في صمام القلب. قال التقرير انه لا يوجد دليل على وجود جريمة في وفاتها. |
| سيد محمد المحفوظ          | -                             | 13 أبريل 2012  | قال مركز البحرين لحقوق الإنسان أن سيارة تابعة للشرطة اصطدم بسيارته قرب دوار البندر مما أدى إلى إصابة حرجة في الرأس. |
| صلاح عباس                 | 37                            | 21 أبريل 2012  | قالت جمعية الوفاق أنه توفي بعد تعرضه للضرب من قبل شرطة مكافحة الشغب عشية سباق جائزة البحرين الكبرى. مجموعة حقوقية أفرجت عن صور تظهر الإصابات الناجمة عن انفجار من مسافة قريبة وألقت باللوم على قوات الأمن عن وفاته. قال حسين شقيقه بأنه أصيب بجروح في صدره وبطنه. |
| شبير مامد                 | 27                            | 22 أبريل 2012  | مركز البحرين لحقوق الإنسان توفي نتيجة استنشاقه الغاز المسيل للدموع بعد اطلاق النار في الليلة السابقة. |
| بتول محمد                 | (توفيت على الفور بعد أن ولدت) | 7 يونيو 2012   | وفقا لوكالة أنباء أهل البيت قالت أنها ولدت ميتة بعد استنشاق والدتها الغاز المسيل للدموع خلال فترة الحمل. |
| أحمد الظفيري              | 18                            | 7 يونيو 2012   | ذكرت جريدة الوطن موالية للحكومة أنه توفي في الأردن بعد تلقي العلاج الطبي عن إصابات حدثت نتيجة انفجار جسم غريب وضعه الإرهابيين بالقرب من منزله في مدينة حمد في 18 أبريل بينما كان يحاول إزالة الإطارات المحترقة التي وضعها المحتجين في الشارع. وزارة الداخلية لم تصدر أي بيان حول الحادث وجريدة الوسط فشلت في الحصول على تفاصيل من الوزارة. |
| مريم ناصر                 | 80                            | 9 يونيو 2012   | قال ائتلاف شباب ثورة 14 فبراير أنها توفيت يوم السبت نتيجة مضاعفات بسبب استنشاق الغاز المسيل للدموع الذي أطلقته قوات الأمن في اليوم السابق. |
| سيد حسن عيسى              | 18 شهر                        | 27 يونيو 2012  | قالت شبكة أخبار نبيه صالح أنه مات بسبب ورم في الرئة الذي تطور بسبب استنشاق كميات كبيرة من الغاز المسيل للدموع. |
| حسام الحداد               | 16                            | 17 أغسطس 2012  | توفي في المستشفى نتيجة إصابات لحقت به على أيدي قوات الأمن. قالت وزارة الداخلية ان قوات الامن تصرفت دفاعا عن النفس عندما ألقى مجموعة من المهاجمين بما فيهم الحداد عدة زجاجات حارقة عليهم. ومع ذلك قال مركز البحرين لحقوق الإنسان بأن الحداد قتل ببندقية. قال أحد أفراد الأسرة بأن الحداد تعرض للركل بشكل متكرر من قبل رجل في ملابس مدنية أمام قوات الأمن. قال شهود عيان أن الحداد كان غارقا في الدم عندما عثر عليه أحد أفراد أسرته. قالت هيومن رايتس ووتش أن الحداد كان أعزل. وقالت أن الصور التي أرسلت بواسطة نشطاء المعارضة تظهر جسم الحداد بأنه تعرض لكدمات شديدة والعشرات من الجروح وخاصة في الظهر واليد اليمنى. شارك المئات في جنازة عقدت في اليوم التالي التي انتهت سلميا وفقا لشهود عيان. |
| حسن عبد الله              | 59                            | 18 سبتمبر 2012 | قال نجل الفقيد محمد أن والده توفي بسبب مضاعفات صحية نتيجة لاستنشاق الغاز المسيل للدموع لفترات طويلة. قال رئيس محافظة الوسطى أن الوفاة كان بسبب اضطراب الدورة الدموية وأن شقيق المتوفى كان حاضرا في المشرحة ورفض إجراء اختبار التشريح. |
| علي نعمة                  | 17                            | 29 سبتمبر 2012 | توفي نعمة بعدما أصيب من قبل قوات الأمن في الليل. قالت وزارة الداخلية أن الشرطة كانوا في حالة الدفاع عن النفس عندما تعرضت دوريتهم لهجوم بقنابل النار وقضبان الحديد في ما وصفته بأنه عمل إرهابي. جمعية الوفاق المعارضة اتهمت قوات الأمن بمهاجمة مظاهرة سلمية. |
| محمد مشيمع                | 22                            | 2 أكتوبر 2012  | وفقا لوزارة الداخلية أعلن عن وفاة مشيمع في المنامة في 2 أكتوبر نتيجة مضاعفات مرض فقر الدم المنجلي. كان مشيمع أدخل مستشفى السلمانية منذ أغسطس 2011 وقال محاميه انهم طلبوا من المحكمة الافراج عنه بسبب حالته الصحية السيئة ولكن المحكمة رفضت الطلب. |
| هدى سيد                   | 11 شهر                        | 16 أكتوبر 2012 | وفقا لوكالة أنباء أهل البيت توفيت بعد اختناعها بالغاز المسيل للدموع. |
| مهدي المرهون              | 60                            | 17 أكتوبر 2012 | توفي المرهون في المستشفى بعد شهور من تعرضه للاختناق الشديد من الغاز المسيل للدموع الذي أطلقته الشرطة. |
| عمران أحمد                | 19                            | 19 أكتوبر 2012 | وفقا لوزارة الداخلية فقد قتل في انفجار قنبلة محلية الصنع في قرية العكر. أفرجت الحكومة عن شريط فيديو للتفجير المزعوم. في وقت لاحق صرح وزير الداخلية أن الشرطي قتل بشظايا من قضيب حديدي أطلق من مسافة 100 متر. |
| غلام مصطفى                | 24                            | 25 أكتوبر 2012 | تعرض لحروق خلال هجوم بقنابل حارقة في كرزكان في أبريل 2012. |
| آسيا المادح               | 43                            | 4 نوفمبر 2012  | توفيت اختناقا بعد استنشاق الغاز المسيل للدموع الذي أطلقته الشرطة. |
| شاجيب مياه                | 33                            | 5 نوفمبر 2012  | توفي متأثرا بجروح أصيب بها نتيجة انفجار قنبلة في حاوية قمامة بالقضيبية. |
| ثيرونافوكاراسو موروغاييان | 29                            | 5 نوفمبر 2012  | توفي موروغاييان نتيجة انفجار قنبلة وضعت في حاوية قمامة بالقضيبية. |
| علي عباس                  | 16                            | 9 نوفمبر 2012  | توفي على الفور عندما طاردته الشرطة بينما كان متوجها إلى صلاة الجمعة في الدراز وهربت السيارة التي اصطدمت به بسرعة. |
| باسل القطان               | 44                            | 19 ديسمبر 2012 | قال مركز البحرين لحقوق الإنسان أنه مات بسبب استنشاق الغاز المسيل للدموع المفرط الملقى في منطقته. |
| زينب الفردان              | (توفيت على الفور بعد أن ولدت) | 24 ديسمبر 2012 | ولد ميتا بسبب الاستنشاق المفرط من قبل والدتها للغاز المسيل للدموع السام. |
| حبيب إبراهيم              | 88                            | 12 يناير 2013  | قال أفراد من عائلة حبيب أن صحته تدهورت بعد استنشاق الغازات السامة المميتة التي تستخدم بشكل مفرط من قبل قوات النظام. وفقا لأفراد الأسرة تعرض حبيب وحفيده علي الذي يبلغ من العمر التاسعة لكمية كبيرة من الغاز المميت. عانى علي من الآثار الجانبية ويتلقى حاليا العلاج في الخارج. توفي حبيب بعد استنشاق الغاز المسيل للدموع السام. |
| قاسم حبيب                 | 8                             | 26 يناير 2013  | قاسم توفي بعد أيام قليلة من نقله إلى المستشفى في 19 يناير بسبب مشكلة في التنفس تعزى إلى الغاز المسيل للدموع الذي أطلقته الشرطة في اشتباكات سابقة مع المتظاهرين في منطقة كرباباد. |
| أمينة سيد مهدي            | 36                            | 13 فبراير 2013 | عشية الذكرى الثانية للاحتجاجات توفيت أمينة بسبب التهاب في الرئتين بعد قضاء شهر في المستشفى. وفقا للناشطة جيهان كازروني التي وثقت حالة أمينة التي عاشت في قرية أبو صيبع وغالبا ما كانت تتعرض للغاز المسيل للدموع لأن بيتها قريب من مكان الاشتباكات. عانت أمينة من آلام متكررة في المعدة والتقيؤ وصعوبة في التنفس وأحيانا الإغماء نتيجة التعرض للغاز. على الرغم من أن الحالة الطبية لأمينة معروفة إلا أن أفراد أسرتها ألقت اللوم على الشرطة في وفاتها وحضر الآلاف من المشيعين جنازتها يوم 15 فبراير. |
| علي الجزيري               | 16                            | 14 فبراير 2013 | وفقا لجمعية الوفاق فقد قتل الجزيري مباشرة عن طريق طلقات نارية من مسافة قريبة خلال اشتباكات في الذكرى الثانية للاحتجاجات. |
| محمد آصف                  | 23                            | 14 فبراير 2013 | قال رئيس الأمن العام طارق حسن الحسن أنه عند تأمين الطرق للحفاظ على النظام خلال اشتباكات في السهلة بين المتظاهرين وقوات الأمن في الذكرى الثانية للاحتجاجات استهدف آصف وعدد من رجال الشرطة الآخرين من قبل المتظاهرين الذين أطلقوا قذيفة نارية قاتلة. توفي في طريقه إلى المستشفى. |
| محمود الجزيري             | 20                            | 22 فبراير 2013 | في الذكرى الثانية للاحتجاجات عانى محمود من إصابة مباشرة في الرأس من قنبلة غاز مسيل للدموع أطلقها عضو في قوات الأمن. في وقت لاحق أظهر شريط فيديو رفع على موقع يوتيوب أن القتيل كان منحنيا أمام ضابط شرطة على بعد 15 مترا الذي قام بقذف قنبلة غاز مباشرة في رأسه. في 22 فبراير توفي محمود في مجمع السلمانية الطبي نتيجة لإصابته. في وقت لاحق من ذلك المساء نأت وزارة الداخلية بصورة استباقية أنفسهم من أية مسؤولية محتملة في وفاة محمود باعلان تحقيق صيغ بعناية في الظروف المحيطة للوفاة. تسببت جنازة محمود في توتر فيما بين وزارة الداخلية وعائلة الجزيري. النقاش تمحور حول حقيقة أن العائلة أرادت أن يكون موكب جنازة في قرية الديه في حين أن وزارة الداخلية أرادت أن يكون في النبيه صالح. استمر النزاع 12 يوما وفي نهاية المطاف وافقت الأسرة على أن يكون موكب العزاء والدفن في النبيه صالح. |
| حوراء يوسف                | (توفيت على الفور بعد أن ولدت) | 18 مارس 2013   | عانت والدتها من استنشاق الغاز المسيل للدموع أن الحمل بها. |
| جعفر الطويل               | 35                            | 26 مارس 2013   | وفقا لعائلته فقد توفي جعفر نتيجة استنشاق الغاز المسيل للدموع الذي ألقي على منزله مما ساهم بشكل كبير في تدهور حالته الصحية. استنشق كميات كبيرة من الغاز المسيل للدموع في 14 مارس بعد أن أطلقت عليه مباشرة وتدهورت صحته في نفس اليوم. بعد يومين ساءت حالته الصحية ونقل إلى المستشفى قبل وفاته. |
| عبد الغني الريس           | 66                            | 1 أبريل 2013   | ادعى مركز البحرين لحقوق الإنسان انه مات بعدما سمع ابنه أحمد وهو يصرخ داخل مركز شرطة البديع وهو يتعرض للضرب. لم يسمح له برؤية أحمد واضطر للخروج من مركز الشرطة. سقط فاقدا للوعي وجرى نقله إلى مستشفى البحرين الدولي. أعلن في شهادة وفاته بأنه وصل ميتا هو السبب المباشر للوفاة دون ذكر حقيقة أن لديه ارتفاع ضغط الدم. أطلق سراح أحمد بعد انتشار خبر وفاة والده. أغمي على ابنة عبد الغني بعد وصول خبر وفاته ونقلت إلى المستشفى. |
| سيد عمران حميد            | 31                            | 28 مايو 2013   | [ 38 ] |